# Phloeospora ampelopsidis
Phloeospora ampelopsidis är en svampart som först beskrevs av Ellis & Everh., och fick sitt nu gällande namn av Bubák 1916. Phloeospora ampelopsidis ingår i släktet Phloeospora och familjen Mycosphaerellaceae.   Inga underarter finns listade i Catalogue of Life.